# Chase XCG-20
Chase XCG-20, tudi XG-20, tovarniška oznaka MS-8 Avitruc je bilo veliko vojaško jadralno letalo, ki ga je razvil Chase Aircraft Company kmalu po 2. svetovni vojni. Velja za največja ameriško jadralno letalo. Letalo ni vstopilo v serijsko proizvodnjo, so pa na njegovi podlagi izdelali uspešnega transporterja Fairchild C-123 Provider. Na podlagi XCG-20 so zasnovali tudi reaktivnega Chase XC-123A, ki pa ni bil uspešen.
Tovorni prostor je bil 9,1 metra dolgi in 3,7 metra širok. Na zadnjem delu je bil tovorna rampa, ki je omogočala hitro natovarjanje in raztovarjanje. 

## Specifikacije
Splošne značilnosti
- Posadka: 3
- Dolžina: 77 ft 1 in (23,50 m)
- Razpon kril: 110 ft 0 in (33,53 m)
- Višina: 33 ft 10 in (10,31 m)
- Površina kril: 1.222,78 sq ft (113,600 m2)
- Aeroprofil: NACA 23017
- Maks. vzletna teža: 70.000 lb (31.751 kg) omejena na 40.000 lb (18.000 kg) zaradi vlečnih letal